# Metapenaeopsis sibogae
Metapenaeopsis sibogae is een tienpotigensoort uit de familie van de Penaeidae. De wetenschappelijke naam van de soort is voor het eerst geldig gepubliceerd in 1907 door De Man.